# Gliese 205
Gliese 205 eller HD 36395, är en ensam stjärna belägen i den mellersta delen av stjärnbilden Orion. Den har en skenbar magnitud av ca 7,93 och kräver en kraftig handkikare eller ett mindre teleskop för att kunna observeras. Baserat på parallax enligt Gaia Data Release 3 på ca 175,31 mas, beräknas den befinna sig på ett avstånd på ca 18,6 ljusår (5,7 parsek) från solen. Den rör sig bort från solen med en heliocentrisk radialhastighet på ca 8 km/s.

## Egenskaper
Gliese 205 är en röd till orange stjärna (röd dvärg) i huvudserien av spektralklass M1.5 V. Den har en massa som är lika med ca 0,55 solmassa, en radie som är ca 0,56 solradie och utsänder energi från dess fotosfär motsvarande ca 0,061 gånger solen vid en effektiv temperatur av ca 3 800 K.
År 2019 upptäcktes två tänkbara exoplaneter med hjälp av metoden för radiell hastighet, båda med en massa motsvarande en Neptunusmassa med omloppsperiod på 17 respektive 270 dygn. En studie 2023 av Gliese 205 fann dock inga bevis på planeter och fastställde stjärnans rotationsperiod till 34,4 dygn.